# 将台西站
将台西站是北京地铁12号线一座车站，位于北京市朝阳区将台地区芳园西路、将台西路交叉口。本站于2024年12月15日随12号线一期开通运营。

## 历史
本站工程名为芳园里站，2024年1月3日定名为将台西站。

## 车站结构

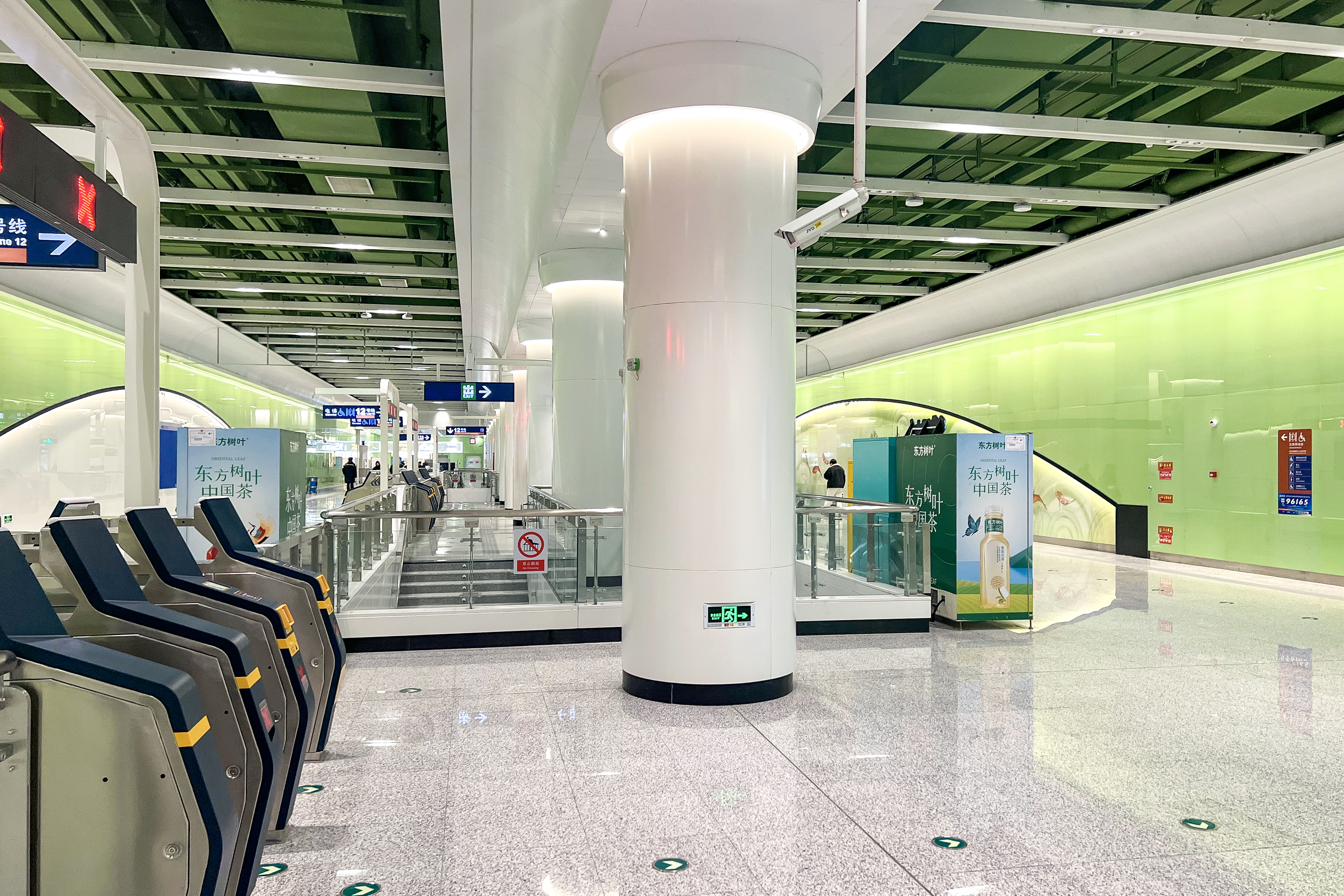
站厅

本站为地下二层单柱岛式车站。
| 地面 |                    | 出入口                           |  |  |
| B1层 | 站厅               | 客服中心、自动售票机、进出站闸机 |  |  |
| B2层 |                    | █ 12号线 往四季青桥（三元桥）    |  |  |
|      | 岛式站台，左侧开门 |                                  |  |  |
|      |                    | █ 12号线 往东坝北（高家园）      |  |  |

## 出入口
将台西站设有3个出入口。
|                       |          |                                                                        |      |            |
| 编号                  | 指示     | 建议前往的目的地                                                       | 照片 | 无障碍设施 |
| 出口 · A              | 将台西路 | 四得公园                                                               |      | 不適用     |
| 出口 · B · 升降机标志 | 芳园西路 | 北京诺金酒店、北京丽都皇冠假日酒店、北京丽都维景酒店、金尚丽商业综合体 |      |            |
| 出口 · C              | 芳园西路 | 丽都国际艺术中心                                                       |      | 不適用     |
| 註： 設有             |          |                                                                        |      |            |